# Генерал-капітан
Генерал-капітан (або капітан-генерал) — вище військове звання у багатьох арміях Європи починаючи з XIV століття.

## Історія
Вперше зустрічається у Венеції з 1370 року, де генерал-капітан моря був командувачем флоту республіки під час війни (аж до кінця XVIII століття). Найрозповсюдженішим це звання було у XVI—XVII століттях та збереглось аж до наполеонівських війн, після яких залишилось тільки в Іспанії та її колоніях.
В Англії цей чин вводиться у 1513 році королевою-регентом Катериною Арагонською, вперше було надано у 1520-х роках (командувач армією). Останнім генерал-капітаном Англії був за часів правління Ганноверської династії принц Фредерік, герцог Йорка й Олбені (у 1799—1809 роках). З 1787 року звання капітан-генерала є частиною титулатури губернаторів Нового Південного Уельсу (в Австралії). Чин генерала-капітана надавався також до середини XIX століття королям Англії, що робило їх верховними головнокомандувачами збройних сил країни.
В Іспанії чин капітан-генерал вперше з'являється у середині XV століття та застосовується як в армії, так і на флоті. Був вищим в іспанській військовій ієрархії упродовж XVII — початку XVIII століть. У територіальних підрозділах іспанської армії цей чин зберігався аж до 1980-их років. За часів Іспанської республіки був скасований, відновлений Франсиско Франко у 1938 році.
У Франції у XVI—XVIII століттях займав проміжне положення між чинами лейтенант-генерал та маршал Франції. Починаючи з 1508 року цей чин очолює сухопутні збройні сили Португалії (до 1762 року, коли його замінили званням маршал-генерал). У XVII—XVIII століттях капітан-генерал очолює також і португальський військовий флот.
Звання капітан-генерал (нім. Kapitän-General) зустрічалось також в арміях Баварії (де це був командир королівської гвардії), Болівії та Чилі.

## Відомі носії
Серед інших чин капітан-генерала мали такі історичні постаті:
- Ерна́н Корте́с (1485—1547) — кастильський конкістадор і першовідкривач, завойовник Мексики. Генерал-капітан Нової Іспанії (1521—1524).

- Франсіско Пісарро — завойовник Імперії інків. Захопив найбільшу військову здобич у світовій історії.
- Гарсіа Альварес де Толедо-і-Осоріо (1514 — 1578) — іспанський військовий і політик на службі у Карла V та Філіпа II, морський генерал-капітан, віце-король Каталонії та Сицилії, 4-й маркіз Віллафранка[es], 1-й герцог Фернандина[es] та 1-й принц князівства Монтальбан
- Моріц Оранський (1567—1625), штатгальтер Голландії, Зеландії, Утрехта, Гельдерна та Оверейсела, а також капітан-генерал сухопутних військових сил і флоту Сполучених провінцій (Нідерландів).
- Крістоф фон Дона (1583—1637), граф, штатгальтер і капітан-генерал Оранського князівства .
- Олівер Кромвель, лорд-протектор Англії та Ірландії
- Джон Черчилль, герцог Мальборо, видатний англійський полководець, герцог Мальборо
- Джон Батлер, англійський полководець, 2-й герцог Ормонд
- Карл, герцог Тешенський (1771—1847), губернатор Австрійських Нідерландів і капітан-генерал.
- Бернардо о’Хіггінс, перший Верховний правитель незалежного Чилі, маршал Перу
- Августо Піночет, військовий керівник Чилі
- Франсіско Франко (з 1938), каудільо Іспанії
- Хуан Карлос I (з 1975), король Іспанії.

## У мистецтві
В епопеї Дж. Р. Толкіна Володар перснів Боромир розраховує на звання капітан-генерала Гондора.